# Első angol–afgán háború
Az első angol–afgán háború 1838-tól 1842-ig tartott. Ez volt az első nagyobb konfliktus, ami a Brit Birodalom és Oroszország között lévő közép-ázsiai hatalmi harcának keretei között zajlott le. Afganisztán szerencsétlen módon a dél felé terjeszkedő oroszok, és a brit fennhatóság alatt álló India között helyezkedett el. Az angolok, hogy biztosítsák ázsiai szerzeményüket, lerohanták az orosz udvarhoz húzó Duszt Muhammad országát 1838-ban, és egy bábot, Sáh Sudzsát ültették az ország trónjára. A győzelem után a brit csapatok többsége visszavonult Indiába, egy közel 5000 fős kontingenst hagyva hátra, akik Sudzsa hatalmát védték.

Az országban két évvel az invázió után felkelés tört ki, a brit hadsereg tábornoka úgy döntött, megpróbálja békésen elhagyni az országot India felé. 1842 januárjában azonban az egész hadsereget és annak 12 000 fős civil kíséretét lemészárolták az afgánok. Egyetlen ember élte túl a vérfürdőt, egy bizonyos William Brydon.

## Az invázió okai
Oroszország és Nagy-Britannia ugyan szövetségesek voltak a napóleoni háborúkban, a bécsi béke óta azonban a régen jelentéktelen cári birodalom, most komoly vetélytárssá lépett elő, mely nemcsak az angolok által létszükségletnek tartott európai egyensúlyt fenyegette, déli irányú terjeszkedésével a brit érdekszférába is behatolt. Nagy-Britannia diplomatái mindent megtettek Bécsben, hogy Oroszország ne nyerjen további teret Kelet-Európában, a cári hatalom ennek ellenére már Lengyelországra is kiterjedt, és komoly fenyegetést jelentett Törökország Fekete-tengeri területeire is.
Afganisztán a dél felé terjeszkedő oroszok, és az Indiát konszolidáló britek között feküdt. Lord Auckland az angol parlamentben tartott felszólalásaiban egyértelművé tette, hogy az indiai hódítások biztosítása érdekében, nyugaton egy megbízható szövetségest kell a briteknek tudniuk, mely ütközőállamként működhetett a két gyarmatosító hatalom között. Afganisztán nyersanyagokban szegény, sivatagos ország, mégis a két nagyhatalom ölre ment érte.
Az angolok igyekezték elhitetni a világ közvéleményével, hogy csak az egykori törvényes uralkodót, Sáh Sudzsát segítik hatalma visszaszerzésében Duszt Muhammadtól, aki erősen oroszbarát volt. 1838 decemberében megindult a brit támadás.

## Afganisztán lerohanása
A brit-indiai inváziós erő vezetője Sir John Keane volt (őt később Sir Willoughby Cotten váltotta a megszálló erők élén, majd pedig a látványosan inkompetens Elphistone következett). A sereggel tartott William Hay MacNaghten, aki briteket képviselte az afgán udvarban a megszállás során.
A brit csapatok 1839 márciusában érte el Kettát, egy hónappal később harc nélkül megszerezték Kandahárt. Júliusban, miután két hónapot elvesztettek Kandahárnál, megtámadták a stratégiailag fontos Gházni erődítményét, és döntő győzelmet arattak az afgán seregek fölött, akiket Duszt Muhammad fia vezetett. Duszt Muhammad hűséges követőivel együtt elmenekült Bamián hágóin túlra, Buharába. 1839 augusztusában, harminc év múltán, Sudzsát ismét megkoronázták Kabulban.

## A megszállás
Az angol és indiai seregek nagy része a hadjárat után visszatért Indiába, de elég hamar világossá vált, hogy Sudzsa hatalmát csak a brit csapatok jelenléte őrizheti meg, ugyanis az afgán nép nem kért sem az európai befolyásból, sem Sáh Sudzsából. Ahogy telt az idő, MacNaghten engedélyezte – főleg indiai – katonáinak, hogy a családjukkal együtt éljenek a megszállt országban, hogy a lelkesedésük ne törjön le. Ez tovább dühítette az afgánokat, akik ebből arra következtettek, hogy az angolok tartós megszállásra rendezkednek be. Ennek ellenére a helyzet kedvezőnek tűnt, Duszt Muhammad ugyanis 1840-ben megadta magát a briteknek, miután többször is megpróbálta sikertelenül visszaszerezni a hatalmát. Akbar Hán vette át az afgán ellenállás szervezését.
A britek, amellett, hogy fegyvereikkel sakkban tartották az országot, a hegyi törzsek vezetőinek hűségét rendszeres ajándékokkal és fizetséggel nyerték meg. A problémák akkor szökkentek szárba, amikor a britek csökkenteni akartak a juttatások mértékén.
1841 októberében már a törzsek nagy része nyíltan Akbar Hán mellett állt, ennek ellenére továbbra is hűségesnek mondták magukat a megszállókhoz, hogy a fizetségtől se essenek el. A brit politikai és katonai vezetők, mint MacNaghten, Elphistone, vagy a novemberben a kabuli csőcselék által meggyilkolt Sir Alexander Burnes rendre alábecsülték a veszélyt, amely az egész hadsereget fenyegette.
Az elkövetkezendő hetekben a brit parancsnokokat az kötötte le, hogy mihamarabb megegyezésre jussanak Akbar Hánnal. Egy titkos találkozón MacNaghten felajánlotta Akbar Hánnak a nagyvezíri posztot a király oldalán, ha megnyugtatja az afgán törzseket. Akbar szó nélkül börtönbe vetette az egész brit küldöttséget, azonban úton a fogság felé a feldühödött tömeg lemészárolta őket és MacNaghten testének darabjaival ünnepeltek Kabulban. Akárcsak Burnes halálakor, a brit csapatok nem csaptak szét az afgán tömegben, hanem a gyengeség jelét mutatva laktanyáikban maradtak. Ez a fajta passzivitás jellemezte Elphistone vezetői képességeit, mely nemcsak az afgánokat bátorította fel, de a brit és indiai csapatokat is teljesen demoralizálta.

## A katasztrófa

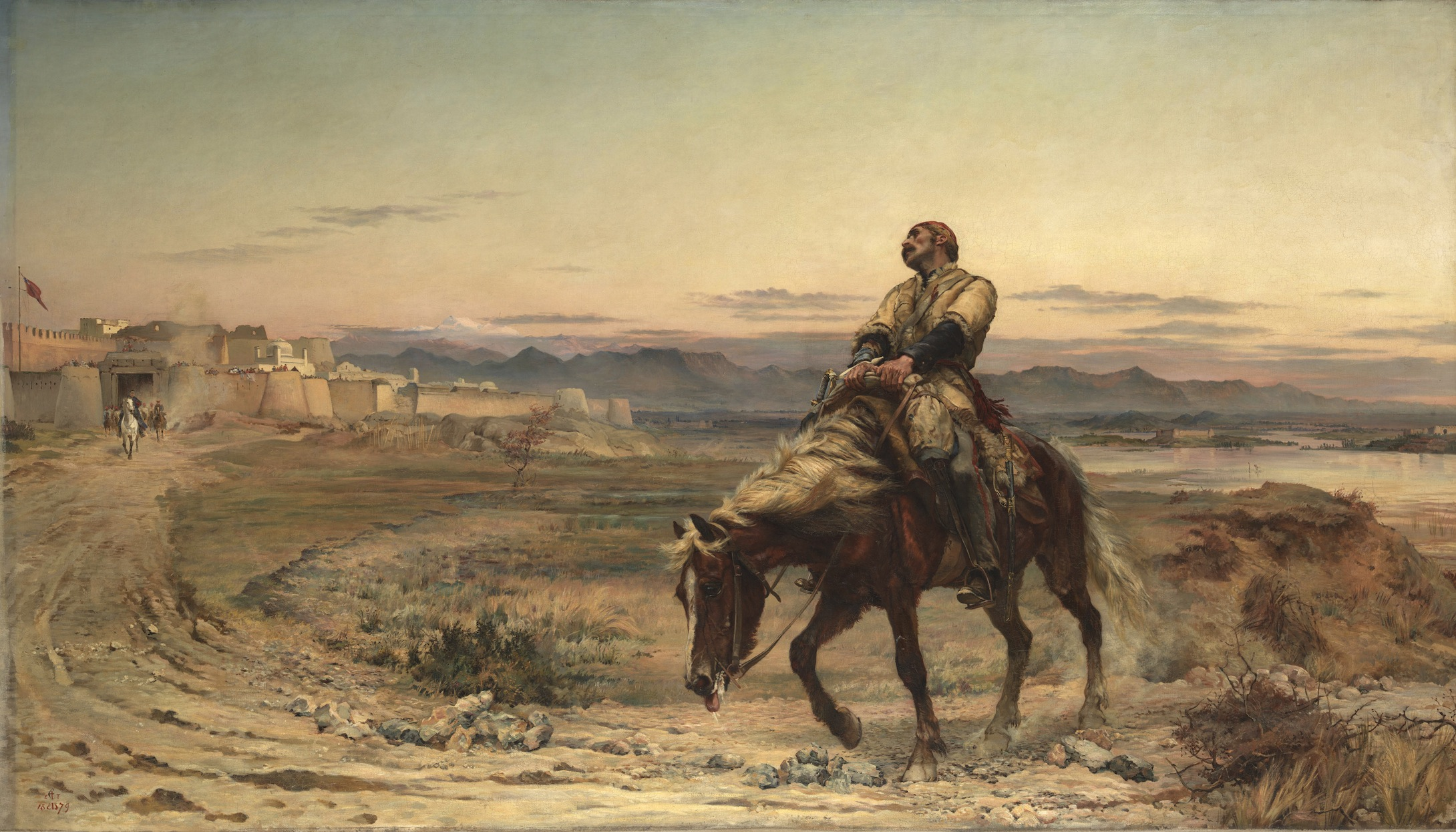
Egy hadsereg maradványa. Elizabeth Butler festménye William Brydonról

1842. január 1-jén megállapodás született a brit csapatok, az indiai segédcsapatok és civil kísérőik békés kivonulásáról Afganisztán területéről. Öt nappal később megindult a hadoszlop. A távozó brit kontingens és a kötelékükbe tartozó indiaiak is körülbelül 14-16 000 főt számlált, ebből körülbelül 4500-ra tehető a harcoló egységek létszáma, és több, mint 10 000 főre civil kísérőké. A harcoló csapatok főleg indiai egységekből álltak, valamint a 44. Brit gyalogezredből, míg a civil kísérők indiai és afgán szolgákból, teherhordókból, szakácsokból, tolmácsokból, valamint a katonák családjaiból álltak.
A sereg rendkívül rossz körülmények között vonult Dzsálálábád és azon túl India felé. Közel 140 km-es útjukat a civilektől lassítva, hágók között kellett megtenniük, méteres hóban, éjszakánként metsző, fagyos szélben, tüzelő nélkül, és az afgán törzsek folyamatos támadásai közben.
Nem egyértelmű, hogy Akbar Hán vezetésével, jóváhagyásával, vagy akarata ellenére folyt-e a mészárlás, annyi biztos, hogy folyamatosan kapcsolatban állt Elphistone-nal, és hogy magas rangú túszokat követelt a britektől, cserébe biztosította őket a békés továbbhaladásról. Maga Elphistone is feladta magát túszként (példátlan viselkedés egy tábornoktól), a támadások azonban folytatódtak. Az afgánok szervezetlenül támadtak a hadoszlopra. Nem csatát, hanem zsákmányt keresve a civileket fosztogatták. A csapatok félútig se haladtak el, amikor kifogytak a lőszerből és a puskaporból. Csak a Haibár-hágón 3000 brit, főleg civil halt meg. Az út teljes hosszában Kabultól Gandamakig hullák hevertek, egy hadsereg maradványai.
A sereg utolsó maradványai Gandamaknál csaptak össze az afgánokkal. A 44. ezred maradékai, 60-70 ember egy dombtetőn küzdöttek meg a támadó afgánokkal. Egyetlenegy ember menekült meg közülük, aki lóháton súlyos sebeket cipelve kitört a bekerítésből és egészen Dzsálálábádig jutott. Ő Dr. William Brydon hadsebész volt, az afganisztáni hadsereg egyetlen túlélője, leszámítva a túszokat.

## Következmények
A teljes helyőrség pusztulása komoly megtorlást vont maga után az afgánokkal szemben. Sudszát 1842 áprilisában meggyilkolták. Ősszel ismét brit csapatok rohanták le az országot Kandahár és Pesavár felől. A csapatok behatoltak Kabulba, ahol kiszabadították a túszokat, porig égették a palotát és a bazársort, majd távoztak.
Afganisztán névleg független maradt, de továbbra is a két világhatalom közötti gyarmatosítási játszma egyik színtere volt. Ebből az állapotból csak 1920-ban került ki, amikor is az ország végleg elnyerte függetlenségét. Afganisztán népe a modern korban is a nagyhatalmak prédája lett. A Szovjetunió 1978-ban, az Amerikai Egyesült Államok 2001-ben szállta meg az országot. Előbbinek az itt vívott hosszú háború során (amit orosz Vietnám-ként is emlegetnek), nagy veszteségekkel és a lakosság java részének ellenérzésével kellett szembenéznie, ami a folytonos gerilla-támadásokban nyilvánult meg. Lényegében ilyen körülmények között zajlott az angol-afgán háború is.